# Nobutoshi Kaneda
Nobutoshi Kaneda (født 16. februar 1958) er en japansk fodboldspiller.

## Japans fodboldlandshold
| Japans landshold | Japans landshold | Japans landshold |
| År               | Kmp              | Mål              |
| ---------------- | ---------------- | ---------------- |
| 1977             | 1                | 1                |
| 1978             | 14               | 0                |
| 1979             | 3                | 0                |
| 1980             | 12               | 2                |
| 1981             | 6                | 0                |
| 1982             | 8                | 0                |
| 1983             | 8                | 2                |
| 1984             | 6                | 1                |
| Total            | 58               | 6                |